# Adolph Weber (Turner)
Adolph Weber (* 17. Februar 1875; † nach 1904) war ein deutscher Kunstturner.

## Biografie
Adolph Weber nahm bei den Olympischen Sommerspielen 1904 in St. Louis im Turnerischen Dreikampf und im Dreikampf teil. Im Turnerischen Dreikampf belegte er den 17. und im Dreikampf den 44. Rang.